# Parque da Cidade Nova
Localizado na região nordeste de Belo Horizonte, possui 14.080 m² de área totalmente cercada. Sua criação se deu em 1990 através de Decreto Municipal, com o nome de Parque Ecológico e Cultural da Cidade Nova. Em 2003, seu nome foi alterado por Lei Municipal para Parque Ecológico e Cultural Professor Marcos Mazzoni, em homenagem ao artista plástico que por muitos anos residiu no bairro Cidade Nova, e contribuiu com esculturas e peças de jardinagem ainda encontradas no local.

## História
Resultante do parcelamento do solo, foi implantado através do movimento da comunidade local em 1990, liderado por Marcos Mazzoni.

## Descrição
Localiza-se em área residencial bastante edificada. Possui três portarias: uma delas na divisa com a Av. José Cândido da Silveira, a segunda na Avenida Julio Otaviano Ferreira e a última na rua Deputado Bernardino de Sena Figueiredo, voltada para o Bairro Cidade Nova. O projeto implantado aproveitou a topografia predominante, criando espaços e recantos em áreas onde a declividade que varia de média a alta.

## Flora
A vegetação predominante é a exótica, ornamental e árvores frutíferas, cobrindo cerca de 70% da área total do Parque. São encontrados também vestígios de vegetação de Cerrado, como exemplares isolados de ipês, Sucupira-preto, Pimenta-de-macaco, entre outros.